# London School of Hygiene and Tropical Medicine

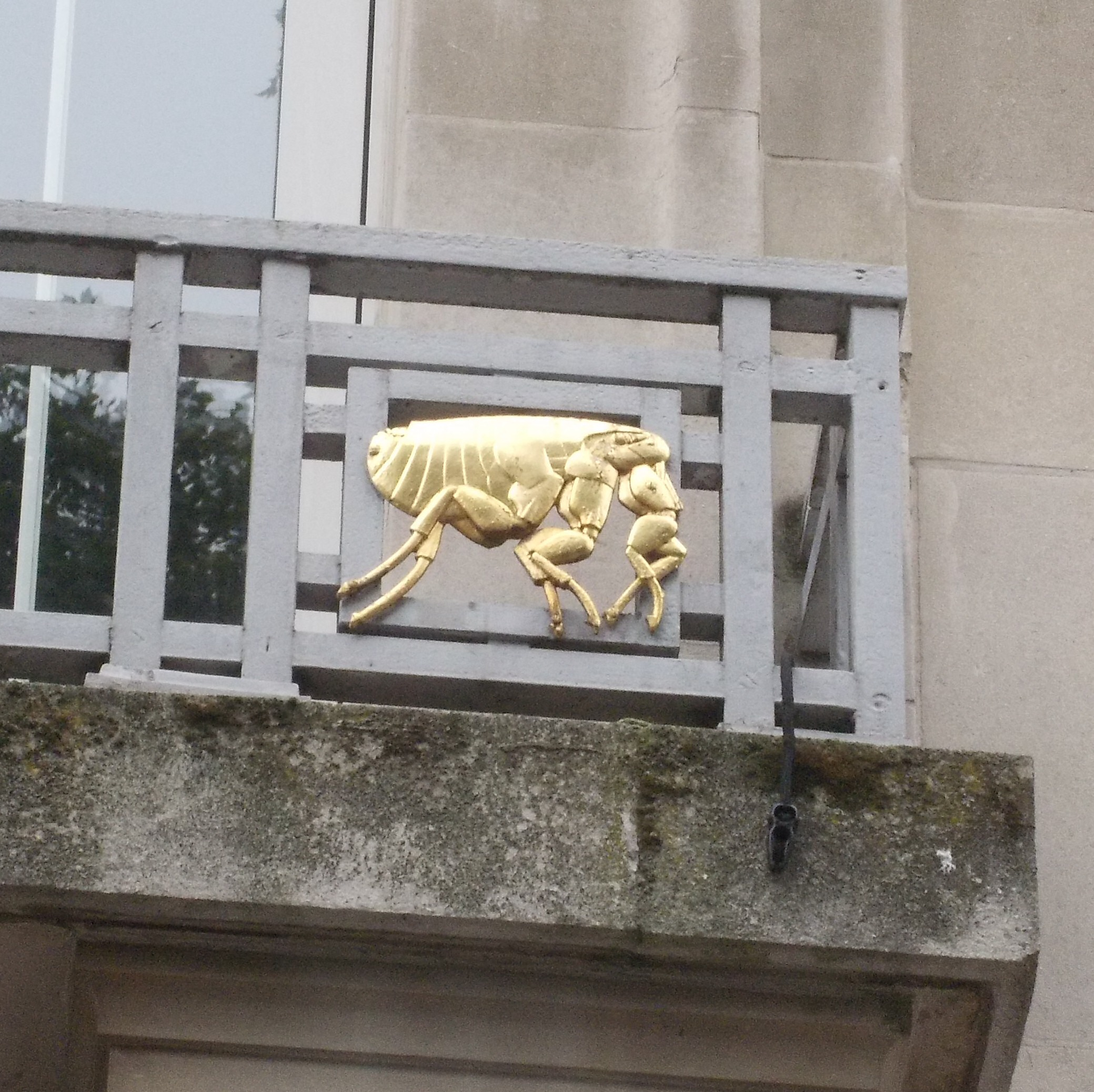
Els balcons de la part davantera de l'edifici estan decorats amb vectors de malalties, aquí una puça (per a la pesta bubònica)

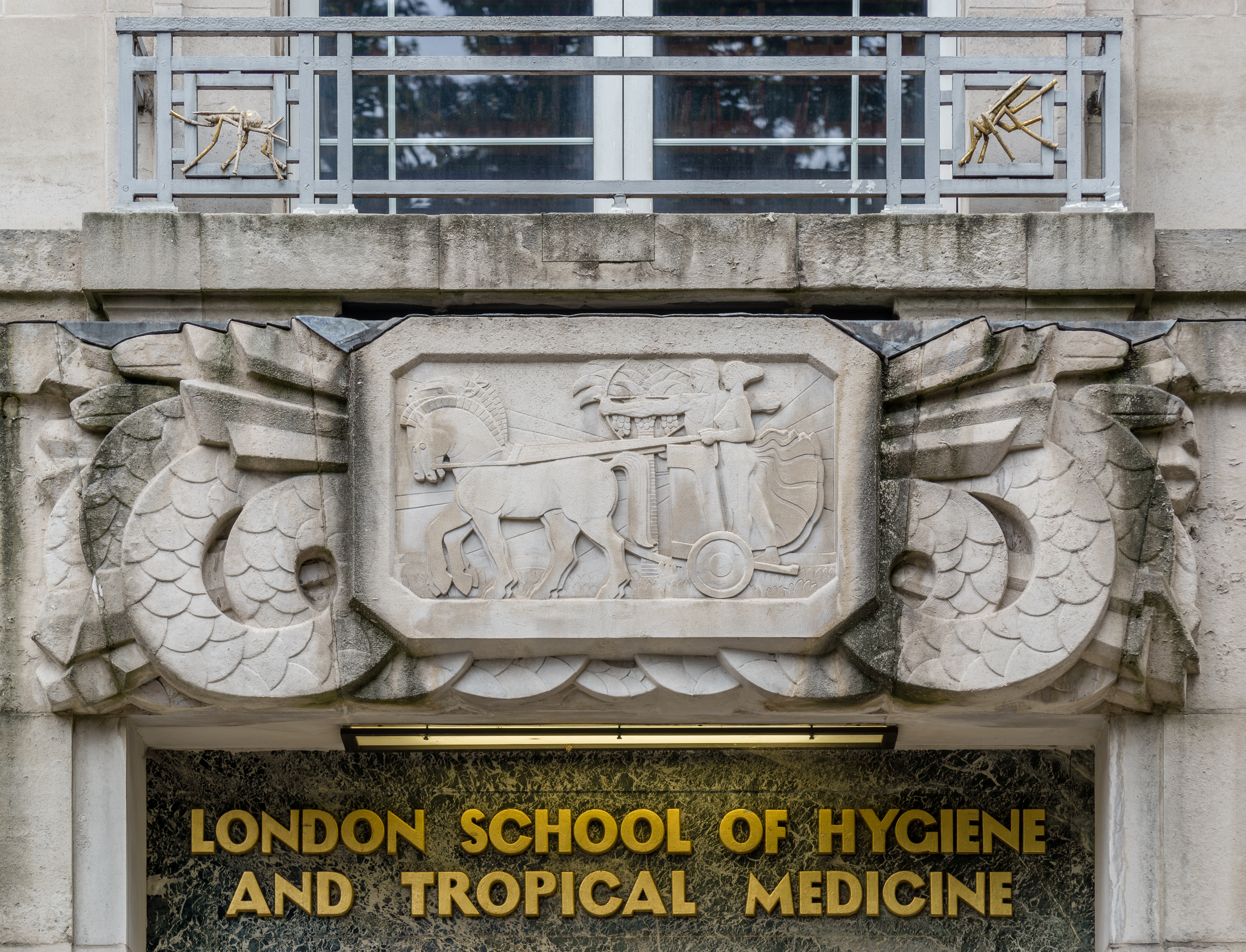
Rètol i logotip d'entrada de LSHTM

La London School of Hygiene & Tropical Medicine (informalment LSHTM, Escola de Higiene i Medicina Tropical de Londres) és una universitat de recerca pública situada a Keppel Street, Bloomsbury, Camden, la universitat constituent de la Universitat de Londres, especialitzada en salut pública i medicina tropical. Al finalitzar els seus estudis, els estudiants obtenen un títol de la Universitat de Londres.
L'escola va ser fundada el 1899 per Sir Patrick Manson com l'Escola de Medicina Tropical de Londres després que el filàntrop parsi Bomanjee Dinshaw Petit va fer una donació de 6.666 lliures esterlines. Des de la seva fundació, s'ha convertit en una de les institucions més prestigioses del món en els àmbits de la salut pública i les malalties infeccioses.
La missió de LSHTM és contribuir a la millora de la salut a tot el món a través de la recerca de l'excel·lència en recerca, ensenyament de postgrau i formació avançada en salut pública nacional i internacional i medicina tropical, ia través de la informació de polítiques i pràctiques en aquests àmbits. Els ingressos anuals de la institució per al 2016-17 van ser de 177,7 milions de lliures, dels quals 121,9 milions de dòlars provenien de beques i contractes de recerca, amb una despesa de 176,8 milions de lliures.

## Història
Va estar ubicada inicialment a l'Albert Dock Seamen's Hospital, als London Docklands. Just abans d'això, l'ensenyament de medicina tropical s'havia iniciat el 1899 a l'escola Extramural d'Edimburg i fins i tot abans al Livingstone College de Londres, fundat el 1893. Abans de donar conferències a l'Hospital St George de Londres, el 1895, el Livingstone College va oferir a Manson el seu primer oportunitat d'impartir cursos de medicina tropical. Manson va començar com a metge de l'Extrem Orient, on va deduir l'etiologia correcta de la malària, una malaltia basada en el vector paràsit, transmesa per la mossegada d'un mosquit. En tornar a Londres, va ser nomenat conseller mèdic de l'oficina colonial. Va creure fermament que els metges haurien de ser entrenats en medicina tropical per tractar els administradors colonials britànics i altres persones que treballen a tot l'imperi tropical britànic. També va animar i assessorar a Ronald Ross durant aquest període per descobrir l'etiologia correcta de la malària, que Ross va descobrir posteriorment el 1897, guanyant el Premi Nobel pels seus esforços. L'escola original va ser establerta com a part de la Seamen's Hospital Society.
L'any 1902, el benefactor Petit va escriure el següent sobre la inscripció en una carta dirigida a Sir Francis Lovell (degà de l'escola), citat a The Times.
| « | Aquesta institució, tot i que ofereix un ampli abast als estudiants de les malalties que gairebé devasten l'Orient, serà el mitjà per reunir les ments occidentals i orientals per oferir ajuda a l'Orient que pateix, i així consolidar aquesta unió de cors. | » |

El 1920, l'escola es va traslladar, amb l'Hospital de Malalties Tropicals, fins a Endsleigh Gardens, al centre de Londres, on es va fer càrrec d'un antic hotel que havia estat utilitzat com a hospital per a oficials durant la Primera Guerra Mundial. El 1921, el Comitè Athlone va recomanar la creació d'un institut de medicina estatal que es basés en una proposta de la Fundació Rockefeller per desenvolupar una institució que liderés el món en la promoció de la salut pública i la medicina tropical. Aquesta escola ampliada, ara nomenada, va rebre la seva Carta Reial el 1924.
L'escola es va traslladar a la seva ubicació actual a Gower Street el 1929.